# Корецкий, Виктор Вадимович
Виктор Вадимович Корецкий (род. 20 июня 1963, Ленинград) — советский и российский актёр.
Получил известность благодаря последнему фильму о Шерлоке Холмсе и докторе Ватсоне — Приключения Шерлока Холмса и доктора Ватсона: Двадцатый век начинается в 1986 году. 

## Биография
Родился 20 июня 1963 года в Ленинграде в семье военнослужащего.
Отец Вадим Александрович Корецкий (1932—2007), мать Ольга Георгиевна Корецкая (1932—2002).
В 1985 году закончил Ленинградский Государственный Институт Театра Музыки и Кинематографии. Класс народного артиста РСФСР Якова Семеновича Хамармера на кафедре режиссуры Драматического факультета.
С 1986 по 1989 год служил актёром в театре «Маска», на киностудии «Ленфильм», директором творческого формирования (театра).
С 1990 по 2008 год работал в структурных подразделениях Медиа-холдинга «Синие Страницы России» журналистом, редактором, сценаристом, режиссёром, генеральным директором Медиа-Холдинга.
В качестве режиссёра снял и выпустил в эфир различных телекомпаний («Петербург 5 канал», «ТНТ-Петербург», «ТВ — 6 Москва», «ЛОТ» и др.) более 600 телевизионных фильмов и программ, в том числе фильмы «Горбачёв», «Высоцкий», «Телемарафоны», «Синие Страницы — ночной разговор» и др.
В качестве редактора, генерального директора принимал участие в создании Энциклопедических справочников «Синие Страницы России», «Синие Страницы Санкт-Петербурга», журнала «Пионер» с 1993 по 2002 гг.
С 1986 года преподавал журналистику, режиссуру телевидения, культурологию в ЛГИТМиКе, «Институте психологии и психоанализа им. Маймонида», СПбГУСЭ и в других ВУЗах Санкт-Петербурга проводил семинары и практические занятия.
В 2007 году издал книгу своих стихов «Полярная звезда».
С октября 2007 по июнь 2014 года автор и ведущий еженедельной телепрограммы «ДОНКИХОТЫ» — 208 выпусков в прямом эфире телеканала «ВОТ» (Ваше Общественное Телевидение).
Член правления Межрегионального Союза Писателей России.
Профессор, действительный член Академии Русской Словесности и Изящных Искусств им. Г. Р. Державина (АРСИИ — подразделение Международной академии фундаментального образования, сертифицирована в Международном межакадемическом союзе). Доктор философии.
К 25-летию творческой деятельности награждён академической наградой «Золотая Пушкинская медаль — За сохранение традиций в Русской литературе».
За многолетнюю популяризацию на телевидении деятелей науки и культуры награждён высшей наградой АРСИИ — орденом «Петровский Крест — Честь и слава России».

## Фильмография
- 1986 — «Приключения Шерлока Холмса и доктора Ватсона: Двадцатый век начинается» — инженер-гидравлик Хедерли
- 1997 — «Менты. Улицы разбитых фонарей—1». «Испорченный телефон» — Михаил Павлович Митрофанов, нотариус
- 1998 — «Менты. Улицы разбитых фонарей—1». Серия «Чарующие сны» — Сергей
- 2013 — «Менты. Улицы разбитых фонарей — 13».  Серия 23 — Главврач